# عبدالله بن جعفر صادق
عبدالله بن جعفر صادق بزرگترین فرزند جعفر صادق است که فرقه ای از شیعیان به نام فطحیه باور دارند که وی پس از پدرش به امامت شیعیان رسیده است. منابع شیعه می‌گویند که جایگاه او نزد پدرش به اندازه دیگر پسرانش بالا نبود و او متهم به اختلاف عقیده با پدرش بود. گفته می‌شود که او با اهل ظاهر معاشرت داشت و به مکتب مرجئه گرایش داشت. او پس از پدرش ادعای امامت کرد و استدلال کرد که او بزرگترین برادر از میان برادران باقی‌مانده‌اش است، بنابراین گروهی از اصحاب جعفر صادق از ادعای او پیروی کردند. فرقه فطحیه، که از فرقه‌های منقرض شده شیعه است، به امامت او اعتقاد داشتند.